# Suábia

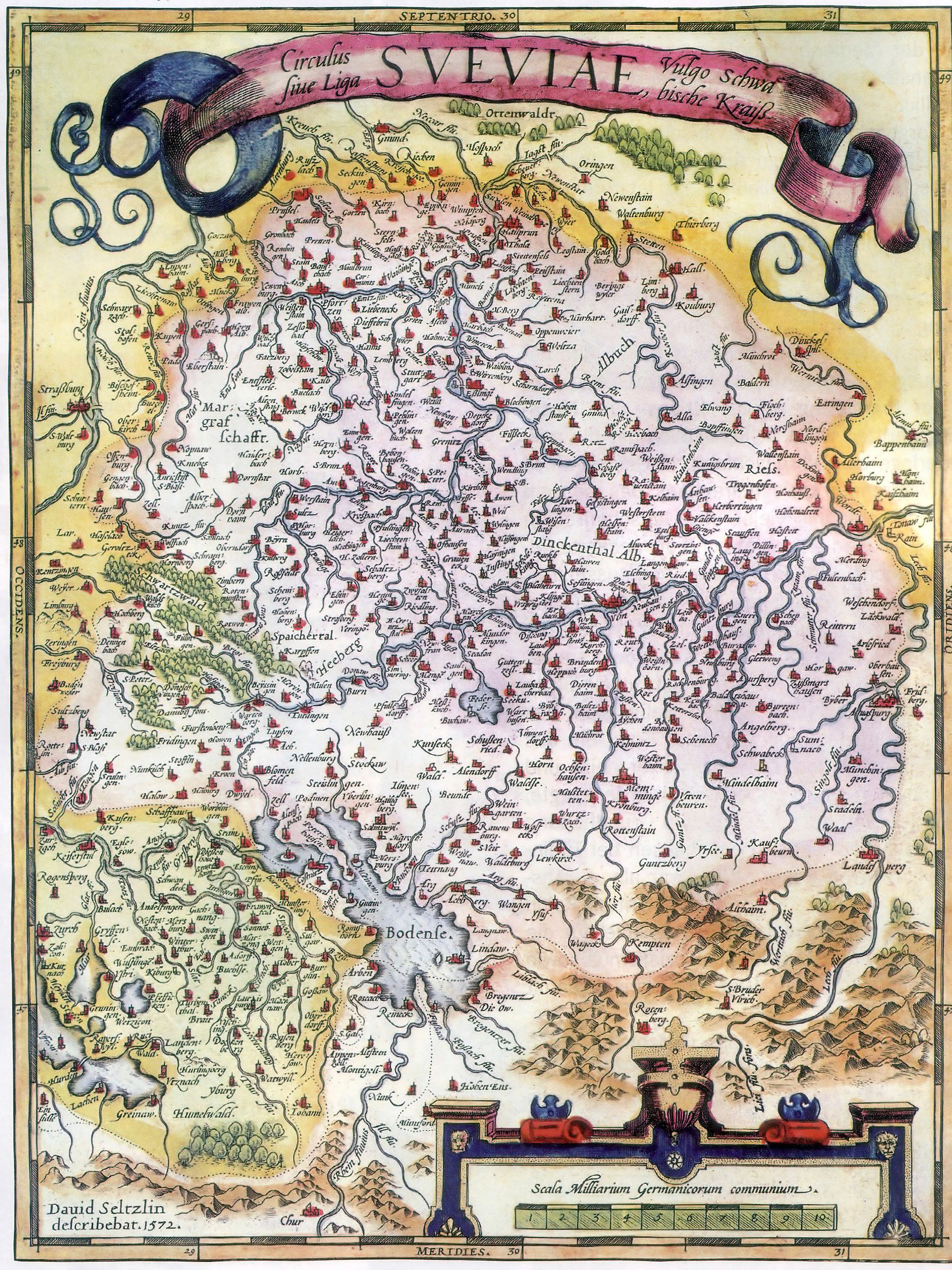
Mapa do Círculo da Suábia (1572)

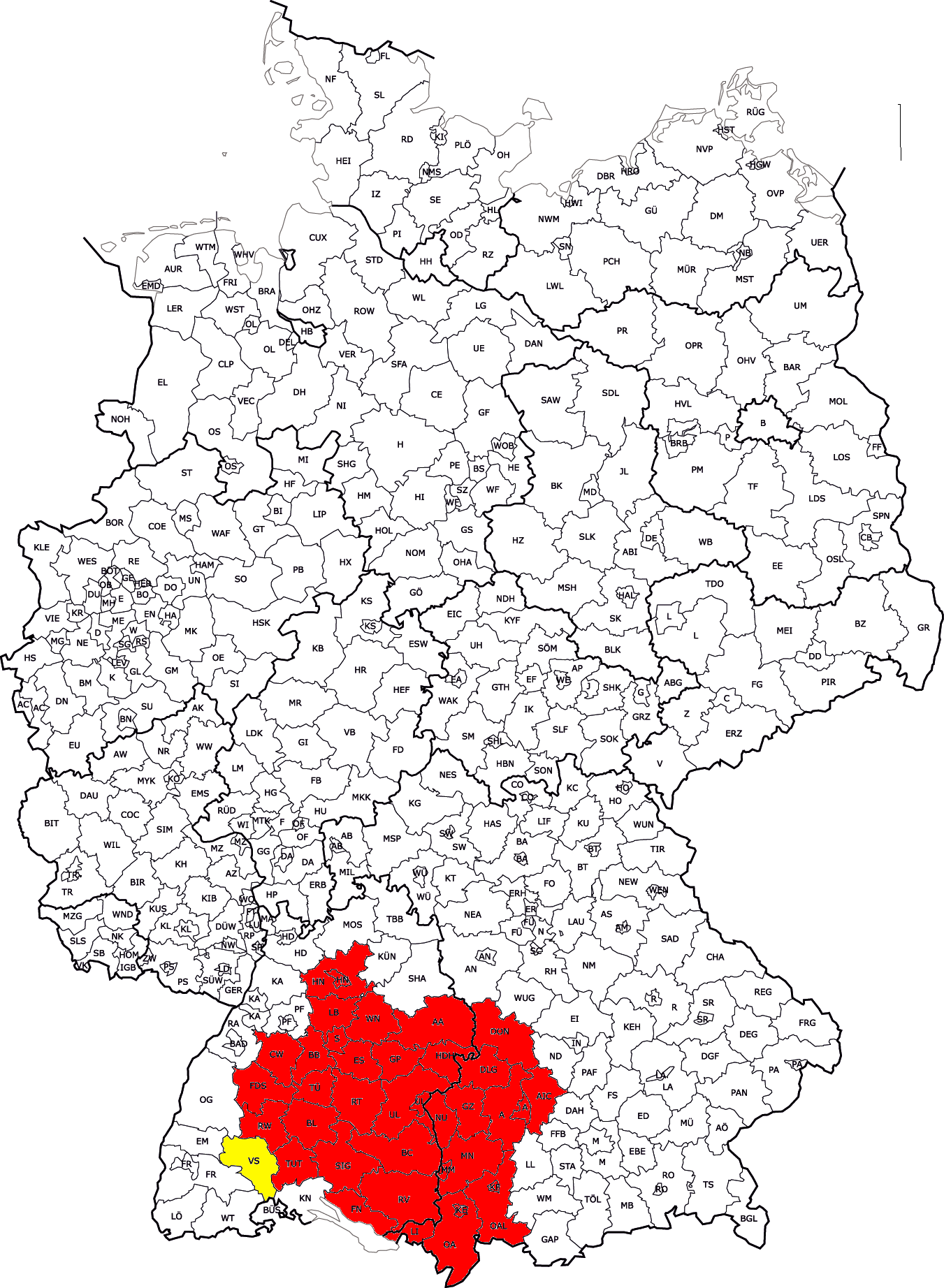
O mapa da Suábia dentro da Alemanha moderna.

A Suábia (em alemão:  Schwaben; em latim: Suebia) é uma região cultural, histórica e linguística do sudoeste da Alemanha. Seu nome deriva do Ducado da Suábia (915–1313), um dos ducados raízes que configuravam o território da Alemannia, cujos habitantes eram indiscriminadamente chamados alemanni ou suebi. Na atualidade, seu território está dividido entre os estados federados (Länder) da Baviera e Baden-Württemberg.
Os Suábios  (em alemão Schwaben, singular Schwabe) são os naturais da Suábia e falantes do alemão suábio, que representavam em 2006 cerca de apenas 800 mil pessoas segundo o SIL Ethnologue, se comparados à população total de 7,5 milhões das regiões de Tubinga, Estugarda e Suábia.